# Виноградова Руфіна Петрівна
Виногра́дова Руфіна Петрівна (нар. 13 листопада 1933, Ленінград (нині Санкт-Петербург), РРФСР, СРСР — 30 вересня 2020, Київ, Україна) — радянський, український біохімік. Доктор біологічних наук (1986), професор (1988). Лауреат Державної премії України в галузі науки і техніки (1998).

## Біографія
Закінчила Київський університет (1956), де відтоді й працювала: 1986—2000 рр. — професор кафедри біохімії.
З 2000 р. — провідний науковий співробітник Інституту біохімії ім. О. В. Палладіна НАН України [Архівовано 4 березня 2010 у Wayback Machine.].

### Педагогічна та наукова діяльність в КНУ ім. Тараса Шевченка
Руфіна Петрівна Виноградова — улюблений викладач студентів багатьох поколінь кафедри біохімії Київського національного університету імені Тараса Шевченка.
Більша частина творчого життя Руфіни Петрівни пов'язана з біологічним факультетом КНУ, який вона закінчила в 1956 році і одержала призначення на посаду асистента кафедри біохімії.
Після захисту кандидатської дисертації в 1964 р., виконаної під керівництвом видатного українського вченого-біохіміка Давида Лазаровича Фердмана, вона обіймає посади спочатку старшого викладача, потім — доцента, а з 1986 р., після захисту докторської дисертації — професора кафедри біохімії.
Впродовж 44 років роботи в університеті Р. П. Виноградова викладала нормативний курс із біохімії, запровадила і читала такі спецкурси як «Фізико-хімічні методи в біохімії», «Молекулярні основи дії ферментів», «Білки», а також проводила спецпрактикуми з цих дисциплін.
Наукова діяльність проф. Р. П. Виноградової під час роботи в університеті була пов'язана з дослідженнями в галузі фундаментальної та радіаційної біохімії, а також молекулярної біології.
Виключно важливими є її дослідження з вивчення впливу високих і низьких доз іонізуючої радіації на регуляторний апарат біосинтезу протеїнів та на структурно-функціональні особливості будови хроматину лімфоцитів крові, що відкрило нові підходи для розроблення нових препаратів-радіопротекторів.
За час роботи в університеті нею опубліковано близько 150 експериментальних робіт, вона неодноразово брала участь у наукових з'їздах і конференціях із біохімії та радіобіології, які проводилися в нашій країні і за її межами, згуртувала навколо себе молодих і талановитих науковців, які і наразі гідно представляють розпочатий нею науковий напрям, створила наукову школу. Під керівництвом Руфіни Петрівни виконано і захищено 6 кандидатських дисертацій та понад 450 дипломних та курсових робіт.

### Наукова діяльність в інституті біохімії ім. О.В.Палладіна НАН України
У 2000 р. в творчій діяльності Руфіни Петрівни відбулися корінні зміни: вона переходить на роботу до Інституту біохімії ім. О. В. Палладіна, де спочатку займається організацією кафедри біотехнології як філії кафедри біохімії КНУ і одночасно викладацькою роботою. Пізніше вона активно включається в роботу відділу науково-технічної інформації (на посаді вже провідного наукового співробітника), де стає відповідальним і абсолютно незамінним виконавцем наукової теми цього відділу, присвяченої дослідженню формування і становлення наукових шкіл в Інституті біохімії ім. О. В. Палладіна з часу його створення, тобто з 1925 р. Таким чином, Руфіна Петрівна стає історіографом вітчизняної біохімії. За 16 років роботи в академічному інституті у Руфіни Петрівни опубліковано вже понад 60 наукових статей з питань історії біохімії. Безперечно необхідно відзначити також надзвичайно плідну і корисну роботу Руфіни Петрівни як автора та рецензента «Українського біохімічного журналу» [Архівовано 10 грудня 2017 у Wayback Machine.]

## Підручники, навчальні посібники, наукові праці
Руфіною Петрівною було розроблено численні навчальні програми, наочні і навчально-методичні посібники, опубліковано 15 підручників і практикумів (особисто і в співавторстві). Серед них: «Молекулярные основы действия ферментов» (К.: Вища школа, 1978 р.); навчально-методичний комплекс «Біохімія» (К.: Вища школа, 1988 р.), до складу якого одночасно входять підручник, практикум із нормативного курсу та збірник задач і вправ; а також «Біоорганічна хімія» (К.: Вища школа, 1992 р.) і підручник «Біохімія» (К.: Либідь, 1995 р.), якими користуються студенти-біологи не тільки Київського університету, але й багатьох вищих навчальних закладів України. За останній підручник «Біохімія» вона разом зі співавторами була відзначена Державною премією України в галузі науки і техніки.
- Виноградова, Руфина Петровна. Физико-химические методы в биохимии / Руфина Петровна Виноградова, Б. А. Цудзевич, С. Н. Храпунова . — Киев: Вища школа, 1983 . — 287 с. : ил. — Библиогр. в конце глав.
- Биохимический справочник / Николай Евдокимович Кучеренко, Руфина Петровна Виноградова, Ада Романовна Литвиненко, др. — Київ: Вища школа, Издательство при КГУ, 1979 . — 304 с.
- Класифікація та номенклатура ферментів: методична розробка до спецкурсу «Молекулярні основи дії ферментів»: методична розробка / упоряд. Р. П. Виноградова. — К. : Видавничо-поліграфічний центр «Київський університет», 1993. — 52 с.
- Біохімія: підручник / М. Е. Кучеренко, М. Д. Курський, Р. П. Виноградова. — К. : ВПЦ «Київський університет», 2002. — 481 с.
- Винахідницька діяльність інституту біохімії ім. О. В. Палладіна НАН України у 1925—1990 рр. Короткий історичний нарис: до 130-річчя від дня народження О. В. Палладіна і 90-річчя Інституту біохімії / В. М. Данилова, Р. П. Виноградова, С. В. Комісаренко // Ukrainian biochemical journal. — 2015. — Vol.87, N2. — С. 163—175.

## Громадська діяльність та нагороди
Важко уявити собі життя Руфіни Петрівни без її активної громадської діяльності, без її постійної потреби комусь допомагати, кимось опікуватися. У 1967—1970 рр. вона обиралася депутатом Радянської районної ради депутатів трудящих м. Києва, багато років була вченим секретарем науково-методичної ради з біології Міністерства освіти України, незмінним куратором академічних груп та членом державної екзаменаційної комісії на біологічному факультеті, членом спеціалізованих вчених рад із присудження наукових ступенів докторів та кандидатів наук. Останні роки[коли?] Руфіна Петрівна активно працює в спеціалізованій раді із захисту дисертацій з біохімії та біотехнології в Інституті біохімії ім. О. В. Палладіна НАН України.
Нагороди:
Педагогічну майстерність і наукові досягнення Руфіни Петрівни було неодноразово відзначено почесними грамотами Київського національного університету, Мінвузу СРСР та України, а в 1988 р. Руфіну Петрівну нагороджено дипломом переможця конкурсу на найкращого викладача Київського університету. Вона також нагороджена медалями «За доблестный труд в ознаменование 100-летия со дня рождения В. И. Ленина» (1970 р.), «1500-летия Києва» і «За достигнутые успехи в развитии народного хозяйства СССР» (1985 р.), а також нагрудним знаком «Петра Могили» за розвиток вищої школи (2009 р.).